# Purusha rubromaculata
Purusha rubromaculata är en insektsart som beskrevs av William Lucas Distant 1906. Purusha rubromaculata ingår i släktet Purusha och familjen Eurybrachidae. Inga underarter finns listade i Catalogue of Life.